# Antantne sile med prvo svetovno vojno
Velika antantna zveza ali Antanta je bila med prvo svetovno vojno (1914 - 1918) koalicija Francije, Velike Britanije, Rusije, Italije, Japonske in ZDA proti centralnim silam (Nemčiji, Avstro-Ogrski, Osmanskemu cesarstvu, Bolgariji in njihovim kolonijam).
Do konca prvega desetletja 20. stoletja so bile glavne evropske sile razdeljene med trojno antanto in trojno zvezo. Trojno antanto so sestavljale Francija, Velika Britanija in Rusija. Trojno zvezo so prvotno sestavljale tako imenovane centralne sile, to je Nemčija, Avstro-Ogrska in Italija, vendar je Italija ob izbruhu vojne leta 1914 ostala nevtralna. Ko je vojna napredovala, sta obe koaliciji privzeli nove člane. Japonska se je Antanti pridružila leta 1914 in po razglasitvi nevtralnosti na začetku vojne se je leta 1915 tudi Italija pridružila Antanti. Sporazum med Francijo, Veliko Britanijo, Rusijo, Italijo in Japonsko je bil včasih označen tudi kot Peterna antanta. Tudi zavezniki teh petih držav so bili del sil Antante, tako Britanska Indija (Indija, Mjanmar, Bangladeš in Pakistan), francoska Indokina (Laos, Kambodža in Vietnam) in japonska Koreja (Severna in Južna Koreja). 
Združene države Amerike so se leta 1917 pridružile kot "pridružena sila" oziroma "sobojevnik" in ne kot uradni zaveznik. Drugi "pridruženi člani" so bili Srbija, Belgija, Črna gora, Asir, Nejd in Hasa, Hejaz (trije sestavni deli poznejše Saudove Arabije), Portugalska, Romunija,  Panama, Kuba, Grčija, Kitajska, Siam (danes Tajska), Brazilija, Armenija, Gvatemala, Nikaragva, Kostarika, Haiti, Liberija, Bolivija, Ekvador, Urugvaj in Honduras. Ob koncu leta je Rusija začela pogajanja za umik iz konflikta, ki je bil uradno odobren v Brest-Litovsku dne 3. marca 1918.
Pariška mirovna konferenca (1919) je priznala Združeno kraljestvo, Francijo, Italijo, Japonsko in ZDA kot "glavne zavezniške sile". S tem je v pogovornem jeziku izraz "Zavezniki" nadomestil  besedo "Antanta".